# 凌元
凌元（1917年—2012年1月20日），原名张敏，女，吉林省吉林市人，中国电影表演艺术家。代表作《内蒙人民的胜利》、《平原游击队》、《锦上添花》、《红旗谱》、《甜蜜的事业》、《黑三角》等。2005年被中华人民共和国人事部、国家广播电影电视总局评为优秀电影艺术家。